# 源興牛
源興牛原為長年放牧於陽明山國家公園內擎天崗之日本黑毛和牛種但馬牛品系，後由已故前中華民國總統李登輝成立之李登輝基金會所購得，計畫將以該牛種為基礎發展臺灣肉牛市場。在花蓮縣鳳林鎮兆豐農場承租土地飼養共500多頭該牛種的肉牛與乳牛，並與國立屏東科技大學、國立東華大學技術合作育種與飼養，2024年成為中華民國國內第1隻民間牛完成命名審核。

## 培育史
源興牛的起源可回溯至日治時期的1933年，當時日本方面將一批但馬牛以海運方式運抵基隆港，再將其飼養於今新北市萬里區的第三牧場，計畫用於在臺日人農業耕種及役用牛之用。第二次世界大戰之後，飼養這批牛的黃姓養牛戶從國民政府收購其中14頭，將其移往擎天崗放牧，至2016年止共計19頭。
2016年8月，前中華民國總統李登輝決定要在臺灣建立其專屬的肉牛品種，因此由李登輝基金會秘書長王燕軍負責此事。同年9月，王燕軍藉由歷史文獻得知這批牛種的存在，但不確定其品種為何；而後王燕軍親自到擎天崗探訪並找到其飼主進行交涉，最後成功購得；於是在同年10月將該批牛種移至花蓮縣鳳林鎮兆豐農場進行飼養。其後，經日本和牛專家中村佐都志初步鑑定，該批牛種之特徵與日本但馬牛品系相近，因此決定進行基因與血液檢測。2017年，李登輝等人成立「源興居生技公司」團隊主導該批牛種之培育，並以李登輝的祖厝「源興居」命名為「源興牛」。
2018年，經過血液及基因檢測結果，發現該批牛種與日本見島牛有親源關係，並認定為「原原種但馬牛」，在長期近親繁殖下產生「基因純化」現象，保留了日本但馬牛的原始基因庫；研究結果於同年登上《日本畜產學會報》。同年，源興牛品系開始實驗與乳牛雜交繁衍子代，並對該品系初步進行肉品檢測。直至2020年，源興牛品系已繁衍至第三代，並向行政院農業委員會（今農業部）提交新牛種申請。2020年7月底李登輝過世之後，源興牛之培育工作交由劉泰英負責。
截至2021年7月，源興牛的第一子代牛隻數量已達到100頭，並預計在年底前產出第二子代40至50頭，共計約200頭。8月23日，源興居生技與國立東華大學簽署產學合作備忘錄，共同發展該牛種。
2024年6月17日，中華民國農業部公告核准源興牛新品種登記，成為台灣第1個由民間發現並取得官方核准新品種登記的牛隻品種。

## 特性
由於源興牛長年棲息在低緯度的臺灣，因此比起日本大多數和牛品種而言，更能適應其高溫潮濕的環境。
在食品運用方面，源興居生技公司曾在2021年上半年進行肉品盲測，發現其肉質比美牛更佳；除了牛肉之外，其牛乳品質也有一定水準，屬於肉乳兩用之品種。

### 其他文獻
- 劉泰英. . CTWant. 2019-06-03  [2020-08-02]. （原始内容存档于2021-11-28）.
- 王淑瑛、陳雨馨. . 泛科學. 2020-08-04  [2020-08-04]. （原始内容存档于2020-08-04）.